# Castagnaro
Castagnaro är en ort och kommun i provinsen Verona i regionen Veneto i Italien. Kommunen hade 3 687 invånare (2018).